# Seenotrettungsstation Maasholm

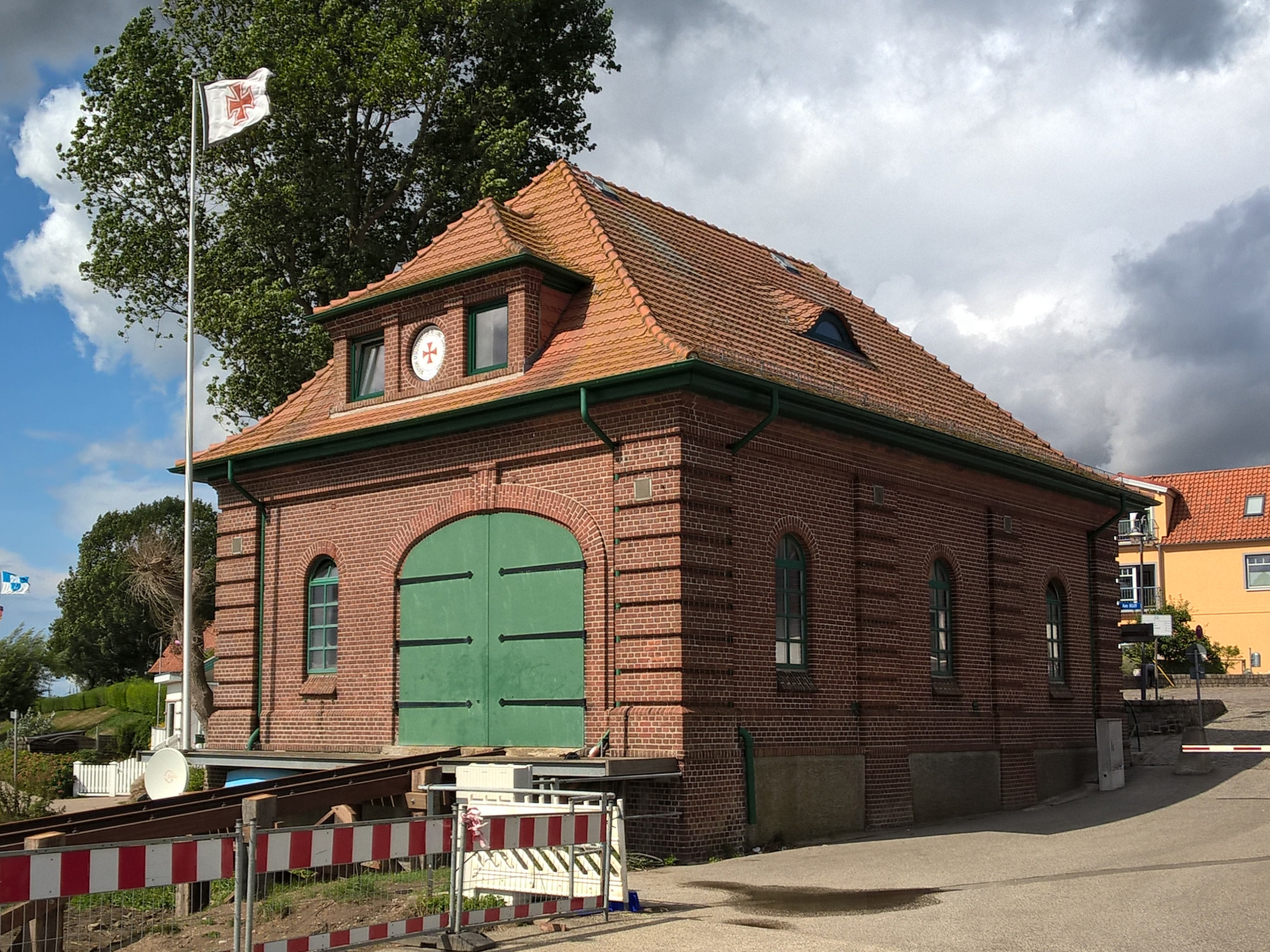
DGzRS-Station in Maasholm

Die Seenotrettungsstation Maasholm ist ein Stützpunkt der Deutschen Gesellschaft zur Rettung Schiffbrüchiger (DGzRS) in Schleswig-Holstein an der Ostseebucht Schlei. Die freiwilligen Seenotretter aus Maasholm besetzen bei einem Seenotfall kurzfristig das Seenotrettungsboot SRB 76 HELLMUT MANTHEY, das im Fischereihafen an der Schumacherbrücke bereit liegt. Im Regelfall erfolgt die Alarmierung durch die Zentrale der DGzRS in Bremen, wo die Seenotleitung Bremen (MRCC Bremen) ständig alle Alarmierungswege für die Seenotrettung überwacht.

## Geschichte
Seit 1918 ist in Maasholm die Deutsche Gesellschaft zur Rettung Schiffbrüchiger (DGzRS) mit einer Rettungsstation im Fischereihafen präsent. Das historische Stationsgebäude an der Hauptstraße verfügt noch über die alte Ablaufbahn, über die in früheren Jahren das Rettungsboot zu Wasser gelassen wurde. Die Station deckte in früheren Jahren das Ostseegebiet zwischen Flensburger Förde und der Eckernförder Bucht ab. Erstes Boot war die ULLA mit 10 Meter Länge und einem 18-PS-Benzinmotor. Sie blieb bis 1932 und wechselte zur Seenotrettungsstation Laboe. Dafür verlegte 1933 die DGzRS das erste motorisierte Rettungsboot der Gesellschaft, die OBERINSPECTOR PFEIFER aus dem Jahr 1911, von Laboe nach Maasholm. Jedoch wurde das Boot nach zwei Jahren ausgemustert und durch die MAASHOLM ersetzt. Dieses 1935 auf der Lürssen-Werft gebaute 9,23 Meter lange Boot aus Mahagoni hatte einen 60-PS-Dieselmotor und wurde 1943 nach Westerland verlegt. Zu Kriegsende 1945 lag die MAASHOLM mit Motorschaden im Hafen. Ab 1948 war Maasholm Doppelstation mit zwei Motorrettungsbooten, da die Station zu der Zeit auch den Mündungsbereich des Ostseefjords Schlei mit abdecken musste.
Von 1967 bis 2018 lag an der Schumacherbrücke jeweils ein kleiner Seenotkreuzer (SK), der für weniger dicht befahrene Seegebiete konzipiert ist und mit einer hauptamtlichen Besatzung gefahren wird. Die Paul Denker (KRS 01) war 1967 der erste komplett aus Aluminium gefertigte Seenotkreuzer, der aber schon nach zwei Jahren zur Seenotrettungsstation Grömitz verlegt wurde und durch den zwei Meter längeren Seenotkreuzer G. Kuchenbecker (KRS 05) der 19-Meter-Klasse abgelöst wurde. Dieser blieb bis 1990 auf dieser Station und wurde durch einen Neubau der 23,3-Meter-Klasse mit Namen NIS RANDERS (KRS 20) ersetzt. Seit 2018 ist Maasholm keine Doppelstation mehr, da der Kreuzer zur neu gegründeten Station in Olpenitz verlegt wurde. Von dort aus können die Einsatzorte auf der Ostsee schneller erreicht werden, da die drei Kilometer entfernte Ausfahrt am kleinen Leuchtturm von Schleimünde nur in Revierfahrt passiert werden durfte.
Die DGzRS ersetzte ab 1971 die alten Motorrettungsboote durch die neu konstruierten Seenotrettungsboote. Diese besitzen die gleichen Eigenschaften wie die Seenotkreuzer, sind jedoch aufgrund ihrer geringeren Größe besser für Einsätze in Ufernähe und bei Unfällen des Freizeit-Wassersports geeignet. Von 2000 bis 2010 lag für die freiwilligen Helfer in Maasholm die FRANZ STAPELFELD, die vorher zehn Jahre auf der Seenotrettungsstation Puttgarden im Einsatz gestanden hatte. Von der Seenotrettungsstation Zinnowitz kam 2010 das 1993 gebaute Boddenboot BUTT zur Station, das 2012 in WUPPERTAL umbenannt und im Februar 2018 außer Dienst gestellt wurde.

## Aktuelles Boot der Station
Seit 2018 liegt in Maasholm der Prototyp und damit das Typschiff der 8,9-Meter-Klasse der DGzRS. Es ist ein äußerst robustes Vollkunststoffboot (Rigid Buoyant Boat) mit zwei Außenbordmotoren von jeweils 200 PS. Damit erreicht die HELLMUT MANTHEY eine Geschwindigkeit von 38 Knoten (rund 70 km/h). Mit dem Boot wird nun im Wesentlichen die Sicherheit im Revier der unteren Schlei bis Schleimünde sichergestellt. Für Hilfseinsätze im oberen Bereich der Schlei kann das schnelle Boot auch das Nachbarrevier erreichen, wo seit 1994 Freiwillige dienstbereit auf der Seenotrettungsstation Schleswig sind.